# Zandloper

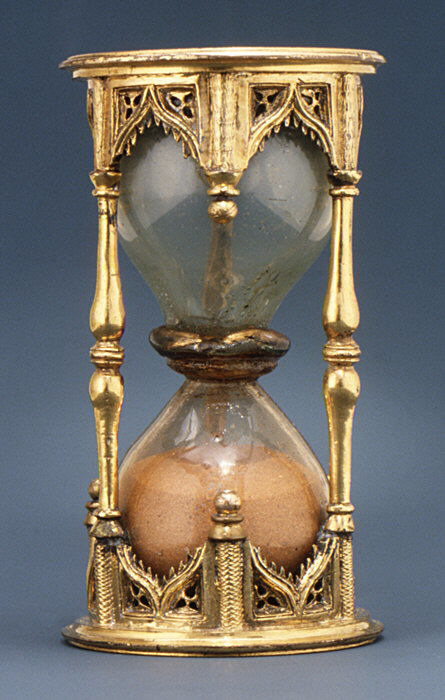
Zandloper uit het eerste kwart van de 16e eeuw.

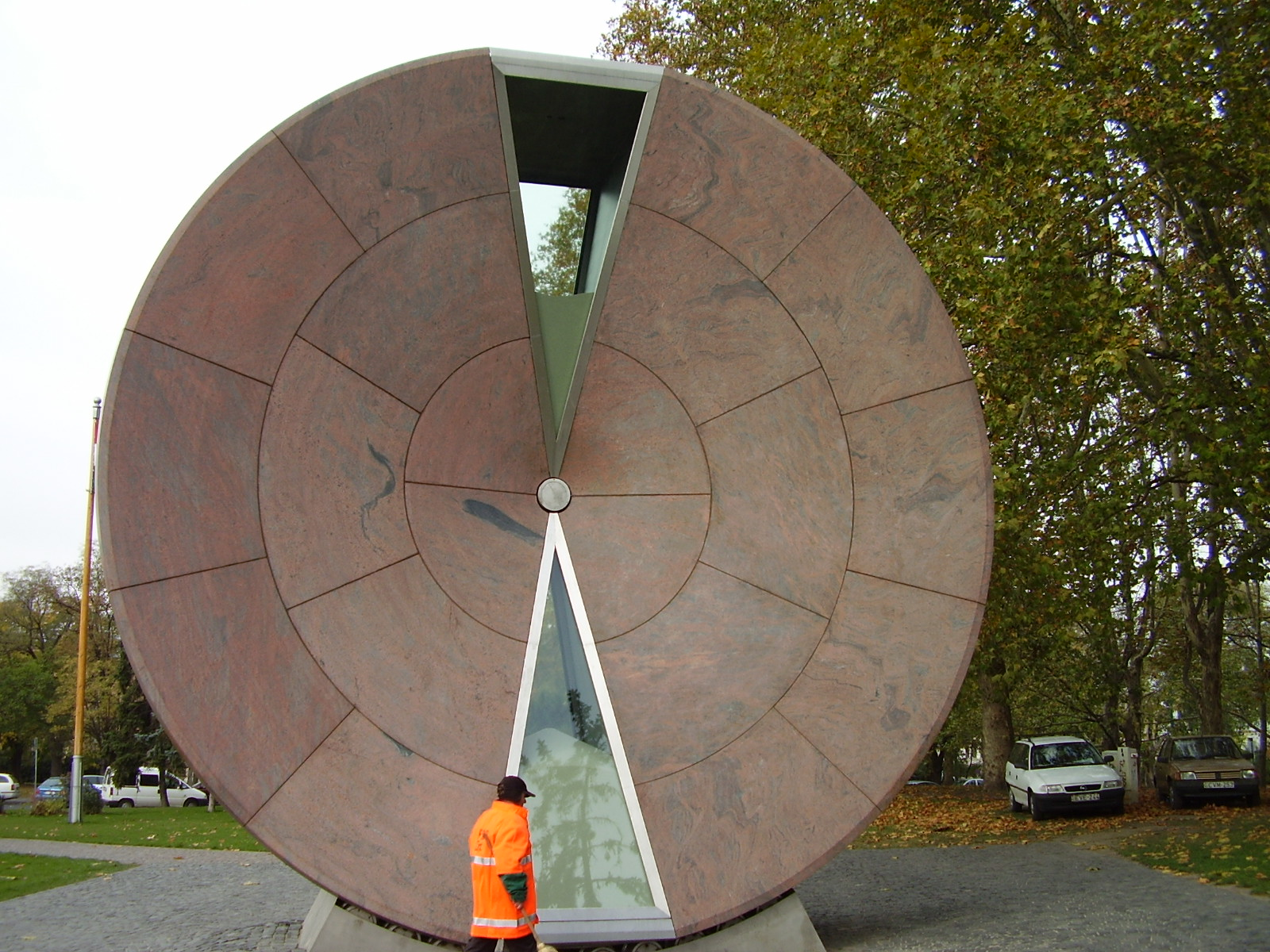
De grootste zandloper ter wereld in Boedapest.

Een zandloper is een instrument om de tijd te meten. Het bestaat uit twee glazen reservoirs, die via een smalle verbinding met elkaar verbonden zijn. In het bovenste reservoir bevindt zich zand dat door de zwaartekracht door het smalle kanaal valt, en een bepaalde tijd nodig heeft om compleet van het bovenste naar het onderste reservoir te gaan. Vervolgens kan de zandloper omgedraaid worden, waarna het proces opnieuw begint.
Het zand is meestal fijn zand, maar ook vermalen eierschalen of gemalen marmer werd gebruikt. Wanneer het zand precies een uur nodig heeft om helemaal naar beneden te vallen, spreekt men van een 'uurglas'. Het Engelse woord voor zandloper is ook hourglass, ongeacht of het doorlopen van al het zand een uur loopt.
In de zeevaart werd vroeger, vanaf de 14e eeuw, de zandloper gebruikt om de snelheid in knopen te meten. Ook het tijdstip van de dag kon op zee bijgehouden worden, waarbij iedere dag opnieuw werd begonnen als de zon op het hoogste punt stond. De tijd werd gemeten in glazen: na 30 minuten was de zandloper (het glas) doorgelopen en werd deze omgekeerd. Op de halve uren werd de scheepsbel dan eenmaal geluid; op de hele uren tweemaal.
In sommige oude kerken tref je een zandloper aan op de preekstoel. Kort na de reformatie hielden dominees ervan om zeer lang aan het woord te blijven: ze preekten rustig anderhalf uur aan een stuk, tot verdriet van veel toehoorders. De synode van Dordrecht in 1574 besloot vervolgens dat een preek maximaal een uur mocht duren. Op talloze preekstoelen verschenen toen zandlopers, onder meer nog te zien in de kerken van Wemeldinge,  Groede, Renesse, Blokzijl en Broek in Waterland.
Zandlopers van 15 seconden werden in het verleden regelmatig gebruikt door artsen en verpleegkundigen om iemands polsslag te meten.
Tegenwoordig worden ze soms nog gebruikt bij spellen, of bij het koken van eieren. In de sauna wordt de zandloper nog veelvuldig toegepast.

## Symboliek
De zandloper wordt geassocieerd met tijd en is terug te vinden in veel afbeeldingen die te maken hebben met de tijdelijkheid van het leven (vanitas). Als zodanig komt het symbool onder meer voor op begraafplaatsen als een van de grafsymbolen en ook binnen de vrijmetselarij. Het motief is ook vaak terug te vinden op allegorische schilderijen en stillevens uit de Hollandse renaissance. De Dood wordt vaak afgebeeld met een zandloper in de hand. De zandloper is ook afgebeeld op piratenvlaggen.
Bekende mythologische figuren met een zandloper als attribuut zijn bijvoorbeeld:
- Vadertje Tijd
- Magere Hein

Bij computers wordt de cursor soms in een zandloper veranderd, om aan te geven dat de computer bezig is.